# John Marco
John Marco – amerykański pisarz fantasy. Jego praca skupia się na dwóch głównych seriach: Tyrani i Królowie i Eyes of God (które jest często nazywane Trylogią Lukien, w odniesieniu do głównego bohatera).

## Życiorys
Marco urodził i wychował się na Long Island w Nowym Jorku. W 1994 roku, zaczął pisać Szakal z Nar, który został opublikowany w 1999.

### Skylords
- 2009 Starfinder

### Eyes of God
- 2001 The Eyes of God
- 2003 The Devil’s Armor
- 2005 The Sword of Angels

### Tyrani i Królowie (Tyrants and Kings)
- 2002 Szakal z Nar (1999 The Jackal of Nar)
- 2003 Wspaniały Plan (2000 The Grand Design)
- 2001 The Saints of the Sword